# インペリア県

インペリア県
Provincia di Imperia

インペリア県（インペリアけん、イタリア語: Provincia di Imperia）は、イタリア共和国リグーリア州に属する県の一つ。県都はインペリア。最大の都市はサンレーモ。
インペリア県の海岸部は、南フランスのコート・ダジュールからイタリア・リグーリア海岸にかけてのリゾート地「リヴィエラ」の中で、最も古くから観光地として発展した地域である。

## 名称
標準イタリア語以外では以下の名称で呼ばれる。
- リグリア語: provinça de Impeřia または provinça de Imprea

## 地理

### 位置・広がり

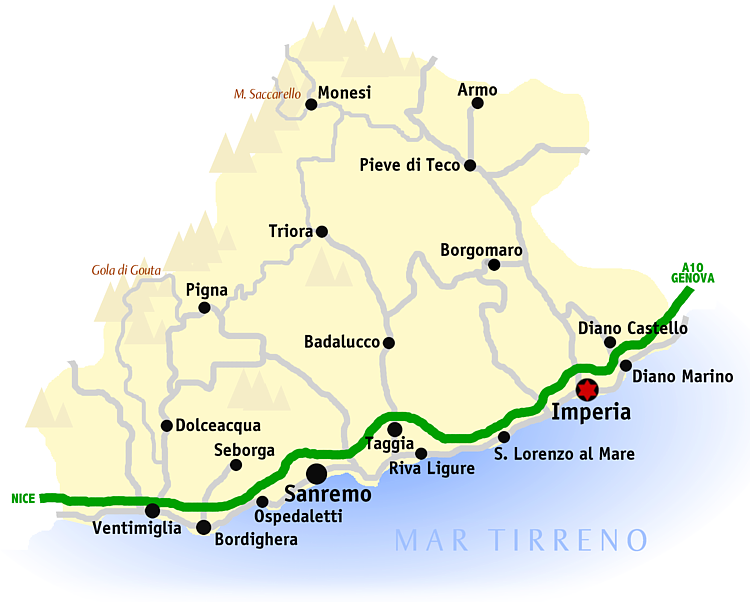
インペリア県の地図。ただし、Mar Tirreno（ティレニア海）と表示されているのは誤りで、正しくはリグリア海である。

東西に長いリグーリア州で最も西に位置し、フランス（プロヴァンス＝アルプ＝コート・ダジュール地域圏）と国境を接する県である。県都インペリアは県東部に位置し、サヴォーナから南西へ57km、ニースから東北東へ66km、州都ジェノヴァから南西へ92kmの距離にある。南はリグーリア海に面しており、北はピエモンテ州に接する。
隣接する県、およびそれに相当する行政区画は以下の通り。
- クーネオ県 （ピエモンテ州） - 北
- サヴォーナ県 - 北東
- アルプ＝マリティーム県 （フランス） - 西

### 地勢
県北部のピエモンテ州との境界には標高1600mを超えるいくつかの山がある。フランスとの国境には2000m級の山々が聳え、Monte Saccarello は標高2200mに達する。山地はおおむね南北にいくつもの尾根を走らせて海へと達し、岩がちの岬と小石の多い海岸を形作っている。
谷あいには、季節によってあらわれる川や、激しい流れを持つ川が多い。県内において一年を通して流れる川としては、フランスに水源を持つロイア川（フランス名: ロヤ川） (Roya (river)) がある。
海岸一帯は地震の多発地帯であり、バヤルドやブッサナ・ヴェッキア (Bussana Vecchia, Liguria) （サンレーモ市）の廃墟は1887年の地震の記憶をとどめている。

### 県内の地域と主要な都市
2001年の国勢調査に基づく居住地区（Località abitata）別人口統計によれば、人口5000人以上の都市は以下の通り。
- サンレーモ - 44,957人
- インペリア - 36,375人
- ヴェンティミーリア - 18,784人
- タッジャ - 12,143人
- ボルディゲーラ - 8,938人
- ヴァッレクロージア - 6,394人
- ディアーノ・アレンティーノ - 5,459人

県域はおおむね3つに分けられる。ヴェンティミーリアを中心とする西部、サンレーモを中心とする中部、インペリアを中心とする東部である。
- サンレーモ
- インペリア
- ヴェンティミーリア
- タッジャ
- ボルディゲーラ

## 歴史

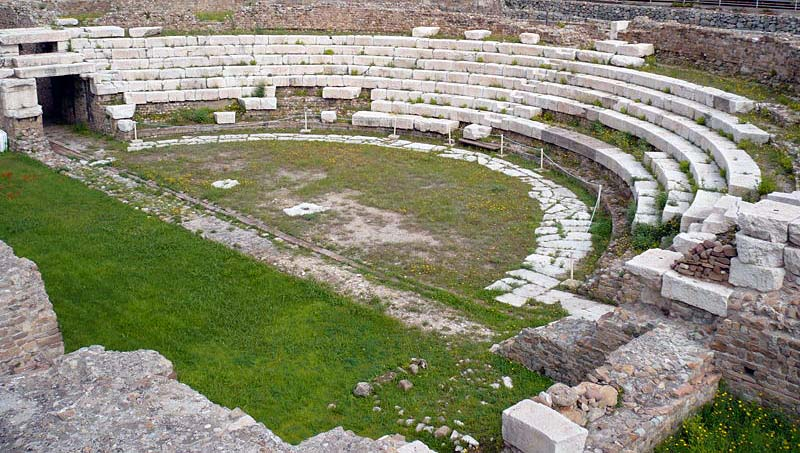
ヴェンティミーリアのローマ劇場

リグリア海岸に含まれるこの地域は、ニースの西にあるヴァー川 (Var (river)) までのフランス側の海岸地帯（コート・ダジュール）と感情や歴史を共にする。この地域は1860年まで同じサルデーニャ王国（サヴォイア家）に属していた。

### 前近代
フランス国境に近い Balzi Rossi からは先史時代の洞窟遺跡が見つかっている。
ローマ時代の遺跡は数多く残されている。海岸沿いの道はローマ時代のアウレリア街道に起源を発するものであり、ヴェンティミーリアの郊外には劇場を含む都市の遺跡がある。
中世初期、11世紀から12世紀初頭にかけての時期まで、リグリア一帯はドーリア家 (Doria) 、グリマルディ家 (House of Grimaldi) 、ヴェンティミーリア伯、クラヴェザーナ伯といったさまざまな小領主の支配下に置かれた。この時代、海岸一帯はしばしばサラセン海賊の襲撃を受け、多くの村が丘の上に築かれたほか、海岸には望楼が築かれた。
その後、リグリアのこの地域の支配権を巡って、サヴォイア伯国とジェノヴァ共和国は2世紀以上にわたって争った。争いはフランス王国とミラノ公国によって引き継がれ、16世紀に再びジェノヴァ共和国がこの地域の支配を取り戻した。

### 近現代
ナポレオン戦争の時代には、この地域にはフランスの衛星国（姉妹共和国）であるリグリア共和国（リーグレ共和国）が建国され、のちにフランス帝国に併合された。ナポレオンの失墜とともに、この地域はサヴォイア家（サルデーニャ王国）によって取り戻された。
19世紀には、サンレーモ、ボルディゲーラ、オスペダレッティなどがリゾート地として発展し、ヨーロッパの富裕層、とくにイギリス人やロシア貴族に愛された。
サルデーニャ王国統治下ではポルト・マウリツィオ県（Provincia di Porto Maurizio）が置かれていた。1860年のトリノ条約 (Treaty of Turin) により、ニース一帯がフランスに譲渡された。1923年、ポルト・マウリツィオやオネッリアなどの町村が統合されてインペリア市が編成され、1927年に県名もインペリア県に改められた。

## 行政区画

### コムーネ
インペリア県には66のコムーネが属する。主要なコムーネ（上位10位）は下表の通り。左端の数字はISTATコードを示す。人口は2020年1月1日現在。
| コード | 自治体名                           | 人口   |
| ------ | ---------------------------------- | ------ |
| 008055 | サンレーモ                         | 52,622 |
| 008031 | インペリア                         | 41,969 |
| 008065 | ヴェンティミーリア                 | 23,911 |
| 008059 | タッジャ                           | 13,915 |
| 008008 | ボルディゲーラ                     | 10,154 |
| 008063 | ヴァッレクロージア                 | 6,834  |
| 008027 | ディアーノ・マリーナ               | 5,779  |
| 008011 | カンポロッソ                       | 5,491  |
| 008039 | オスペダレッティ                   | 3,116  |
| 008052 | サン・バルトロメーオ・アル・マーレ | 3,052  |

21世紀に入って以降、以下のコムーネ統廃合 (it:Fusione di comuni italiani) が行われている。
2018年発足
- モンタルト・カルパージオ（カルパージオ、モンタルト・リーグレが合併）

## 社会

### 経済・産業
インペリア県域のリグリア海岸一帯は国際的なリゾート地であり、観光業は重要な産業である。サンレーモはこの海岸最大の観光都市であり、カジノとともにサンレモ音楽祭で知られている。
サンレーモやインペリアを含む海岸一帯にはいくつもの港湾・マリーナがあるが、漁船は富裕層向けのプレジャーボートに場を譲っている。
サンレーモやヴェンティミーリアの周辺では、花卉栽培が産業として発展している。インペリア市の周辺では、オリーブの生産とオリーブ油の製造が重要な産業である。ボルディゲーラで栽培されるヤシはバチカン宮殿の聖枝祭に用いられる。

### 人口推移
20世紀、内陸の村での過疎化、沿岸部の都市の過密化が進んだ。

## 文化・観光

### リヴィエラ・デイ・フィオーリ

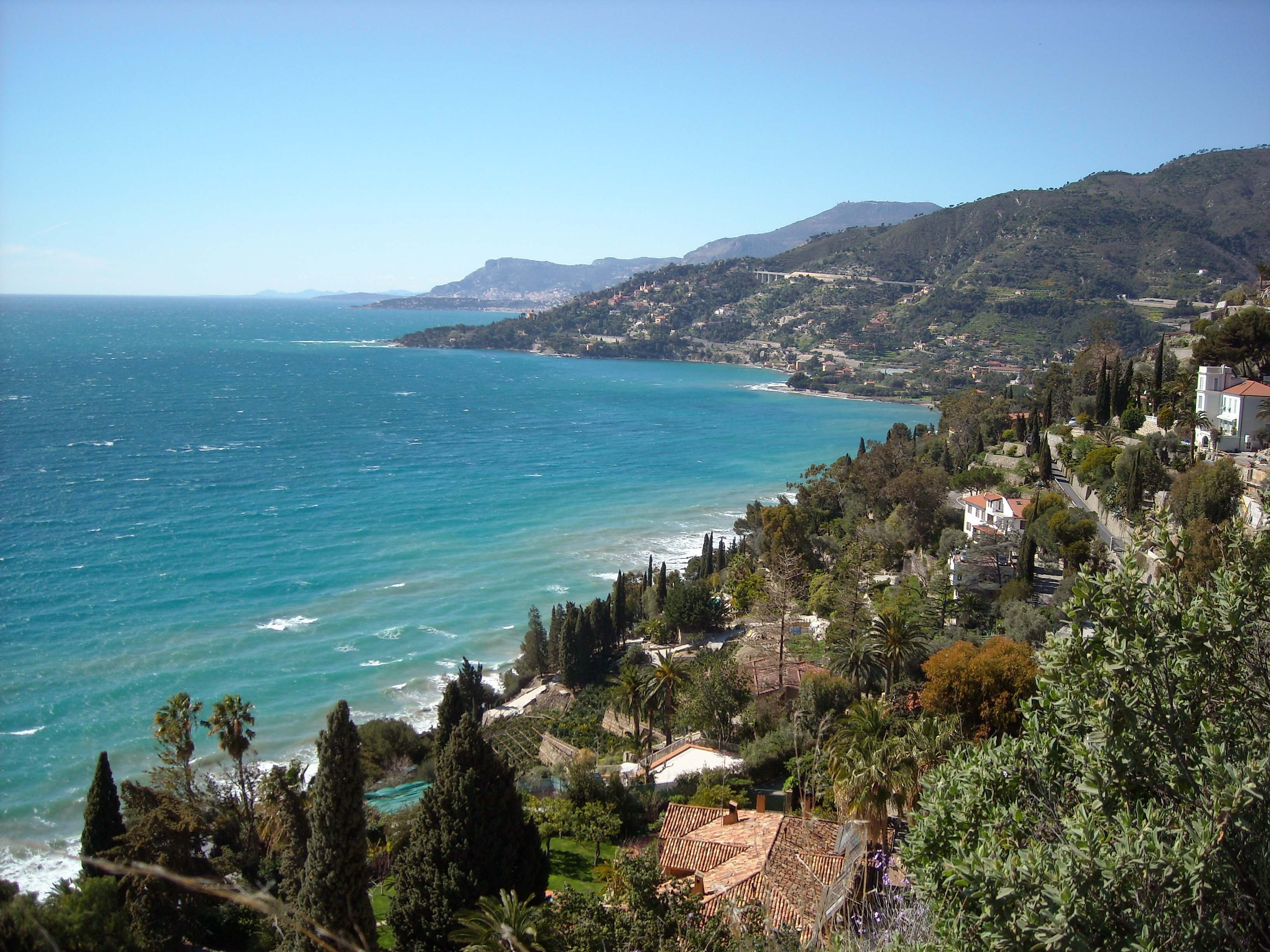
ヴェンティミーリア近郊

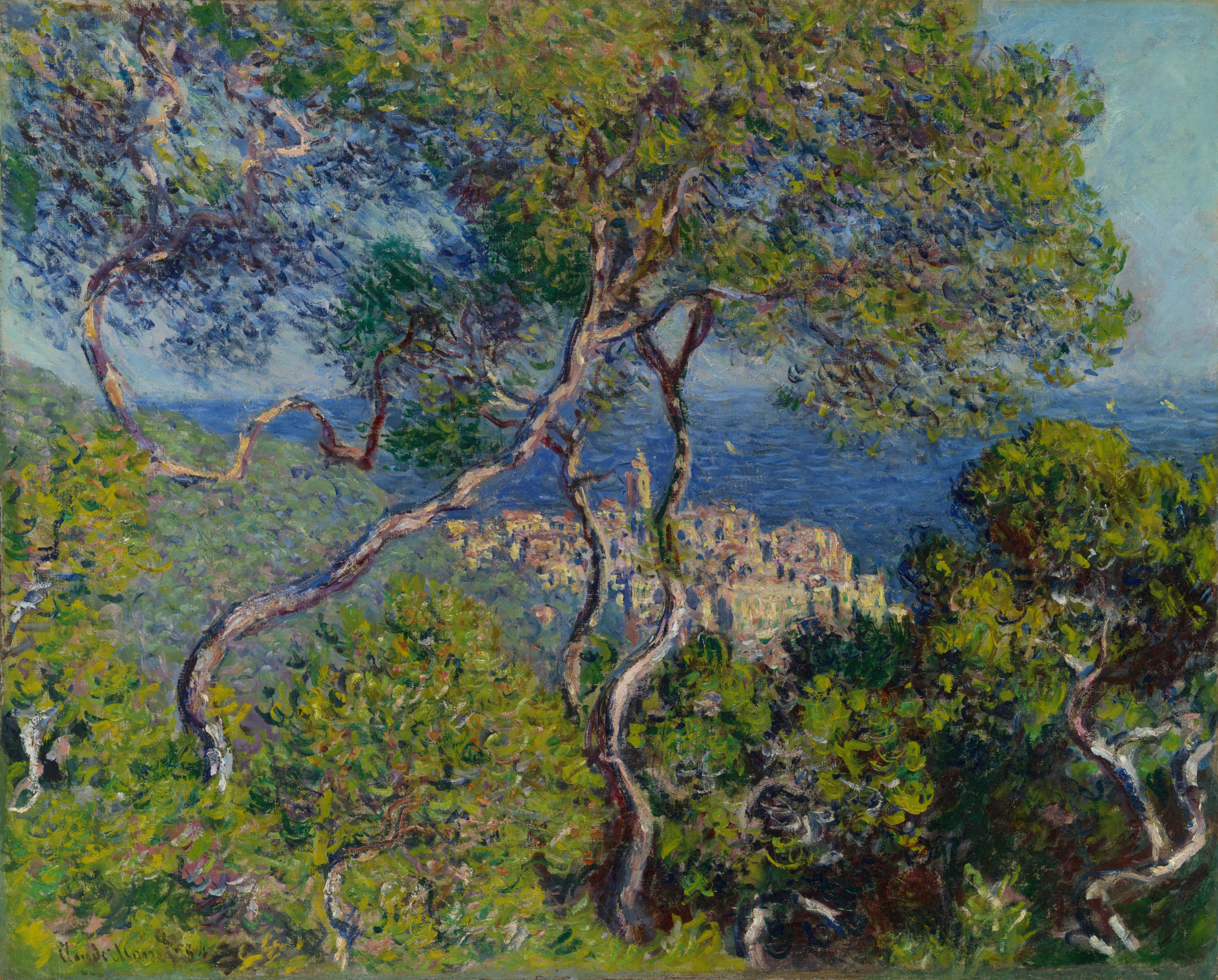
モネ「ボルディゲーラ」Bordighera

リグーリア海岸沿いのサンレーモ、ボルディゲーラ、オスペダレッティなどは、19世紀にいち早くリゾート地として発展し、海岸避寒地「リヴィエラ」（イタリア語で「海岸」の意）として知られることになった。のちに隣接するフランス側の海岸（コート・ダジュール）が発展して「フレンチ・リヴィエラ」と呼ばれるようになり、これに対してイタリア側を「イタリアン・リヴィエラ」と呼ぶようになった。
19世紀、これらの海岸リゾート地はヨーロッパの富裕層の人気を集めるようになった。特にイギリス人はこの地域の観光業発展の基礎を築いたと主張しており、ヴィクトリア女王もこの地に滞在したとされる。イギリス人には、20世紀半ばにスペインがより注目を集めるまで、ポピュラーなリゾート地であった。冬の温暖な気候を好んだロシア人貴族もこの地を愛し、リヴィエラには在住イギリス人・ロシア人の大きなコミュニティがあった。
この海岸に暮らした著名人としては、ボルディゲーラに暮らしたマルゲリータ王妃、サンレーモで没したアルフレッド・ノーベル、ロシアのマリア・アレクサンドロヴナ皇后などがいる。チャイコフスキーはオペラ「エフゲニー・オネーギン」をサンレーモで書き上げ、クロード・モネはボルディゲーラ近郊を描いた。スイス出身の著名な道化師（クラウン）グロック (Grock) もインペリアで生涯を閉じている。
往時の華やかなコミュニティの名残りは、ハンベリー卿が作った亜熱帯植物園で知られるフランス国境近くの Villa Hanbury (Giardini Botanici Hanbury) 、サンレーモやインペリアにあるロシア正教会の聖堂に見られる。
今日、「イタリアン・リヴィエラ」という言葉はリグリア州全体の海岸を指すようになり、東はラ・スペツィアまで含むようになった。このため、インペリア県域の海岸を指す言葉としては「リヴィエラ・デイ・フィオーリ」（Riviera dei Fiori、「花の海岸」の意）が用いられる。この名称はこの地域のエキゾチックな花々や、盛んな花卉産業から採られている。
- サンレモの観光ポスター（1920年頃）
- ハンベリー植物園
- サンレモのロシア教会

### その他
インペリア県がかつてサヴォイア公国の一部としてフランス側と共通の歴史を持っていた。この地で用いられるリグリア語はイタリア語とフランス語が混交したものになっている。建築・料理なども同様にイタリア化したものになっている。食生活の中心は、パスタ、魚、シーフード、狩猟肉（ジビエ）、野菜、ハーブ、ナッツと果物である。
この地域にルネサンス建築やバロック建築の建築物は少ないが、海辺の町や丘の上に築かれた村々には、中世の面影を残す一角がある。
サンレーモ（サンレモ）では毎年ポピュラー音楽の音楽祭であるサンレモ音楽祭が開かれる。
このほか、イタリアからの「独立」を宣言し「セボルガ公国」を自称しているセボルガや、「魔女の村」として村おこしを図っているトリオーラが県内にある。

## 交通

A10号線の路線図

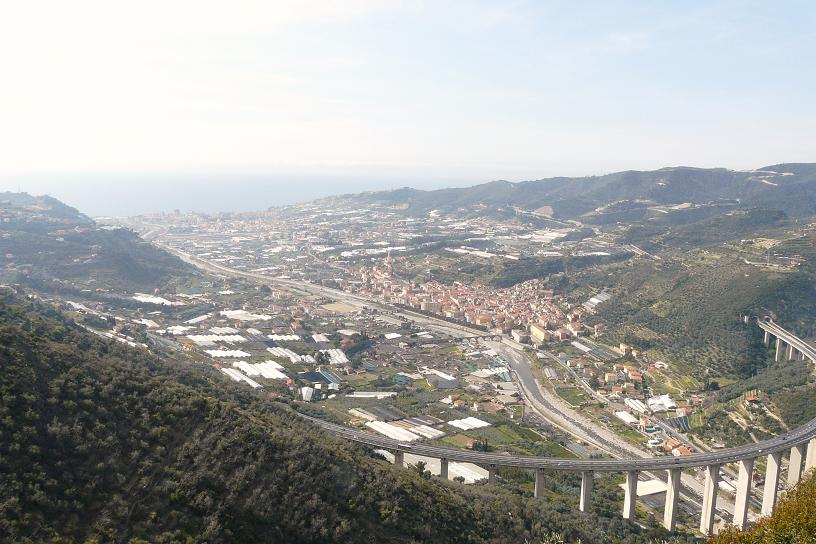
タッジャ市街とA10号線

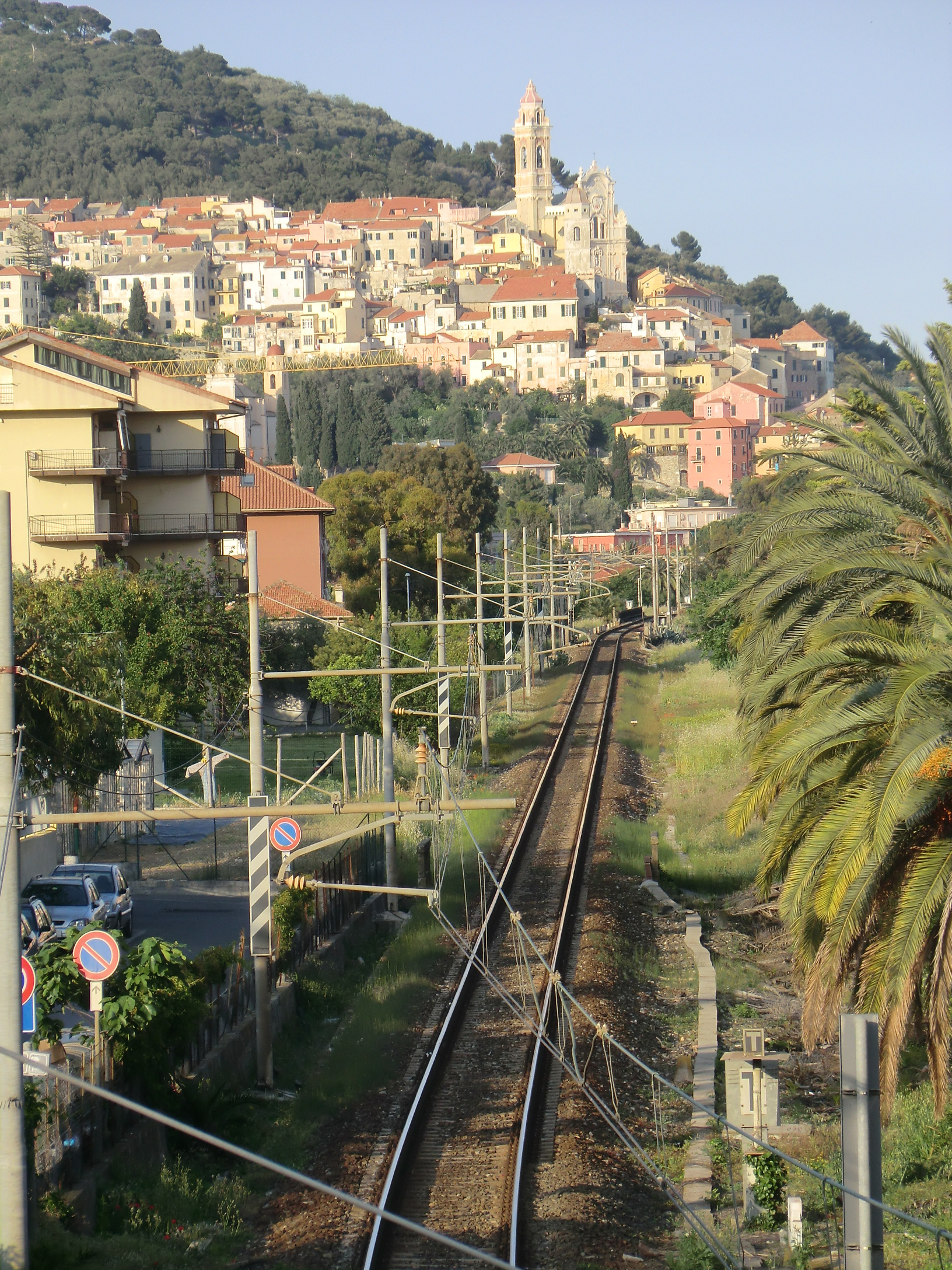
ジェノヴァ＝ヴェンティミリア線のチェルヴォ＝サン・バルトロメーオ駅付近

主要な交通路はリグリア海岸沿いに走っており、県西端のヴェンティミリアでフランス側の道路・鉄道と接続する。自動車道（アウトストラーダ）A10号線は「アウトストラーダ・デイ・フィオーリ」（Autostrada dei Fiori）と呼ばれ、多くの高架橋とトンネルで特徴づけられる。
ヴェンティミリアと北のクーネオとを結ぶ鉄道（タンド線）と道路は、途中でフランス領に入る。

### 道路
欧州自動車道路
- E74号線  (European route E74) 
〔ニース - モナコ〕 - ヴェンティミリア  - オリヴェッタ・サン・ミケーレ - 〔クーネオ - アレッサンドリア〕
ニース - ヴェンティミリア間はE80号線（A10号線）と重複。ヴェンティミリア以北はSS20号線を指定。
- E80号線
〔… - ニース - モナコ〕 - ヴェンティミリア - サンレーモ - インペリア - 〔ジェノヴァ - ローマ - …〕
県内はA10号線を指定。

高速道路
- アウトストラーダ A10
ヴェンティミリア - サンレーモ - タッジャ - インペリア - 〔ジェノヴァ〕
ヴェンティミリアの国境でフランスのオートルート A8と接続。E80号線として指定。

国道
- SS1  (it:Strada statale 1 Via Aurelia) 
ヴェンティミリア - サンレーモ - タッジャ - インペリア - 〔ジェノヴァ - ローマ〕
- SS20  (it:Strada statale 20 del Colle di Tenda e di Valle Roja) 
オリヴェッタ・サン・ミケーレ - ヴェンティミリア
- SS28  (it:Strada statale 28 del Colle di Nava) 
〔フォッサーノ〕 - インペリア
- SS453  (it:Strada statale 453 della Valle Arroscia) 
ピエーヴェ・ディ・テーコ - 〔アルベンガ〕
- SS548  (it:Strada statale 548 della Valle Argentina) 
モリーニ・ディ・トリオーラ - タッジャ

### 鉄道
- ジェノヴァ＝ヴェンティミリア線  (it:Ferrovia Genova-Ventimiglia)
- マルセイユ・ヴェンティミーリア線
- タンド線（ヴェンティミーリア＝クーネオ線）

### 空港
県内に空港は存在しない。
最も近い国際空港はニースのコート・ダジュール空港である。このほか、州内にはジェノヴァ空港がある。

## 人物

### 著名な出身者
- エドモンド・デ・アミーチス - 19-20世紀の作家。インペリア近郊の生まれ。
- ジュリオ・ナッタ - 20世紀の化学者、ノーベル化学賞受賞者。インペリア生まれ。
- イタロ・カルヴィーノ - 20世紀の作家。サンレーモ出身。